# Cyril František Napp
Cyril František Napp (6. října 1792 Jevíčko – 22. července 1867 Brno) byl moravský římskokatolický duchovní, kulturní a politický činitel; dlouholetý opat augustiniánského kláštera v Brně; poslanec Moravského zemského sněmu.

## Biografie

### Studia
Pokřtěn byl jako František (v matrice německy Frantz). Pocházel z německé rodiny chudých poměrů: otec Ludvík (v matrice Ludwik Nag) pracoval jako mistr rukavičkářského řemesla (Handschuh Meister), matka Johana byla rozená Friedlová. Po absolvování dvouletého studia filozofie v Olomouci vstoupil roku 1811 do kláštera augustiniánů v Brně. Tam pokračoval ve studiu. V roce 1815 byl vysvěcen na kněze a o dva roky později se stal profesorem biblické vědy, Starého zákona a východních jazyků na brněnském kněžském semináři. Zanedlouho tam vyučoval i dějepis, církevní právo a Nový zákon. Začal se připravovat i na doktorské zkoušky, ale studium nedokončil, protože už v roce 1824 jej jako dvaatřicetiletého jednomyslně zvolili opatem.

### Úřady a zájmy
V nové funkci především zlepšil hospodaření kláštera a ze získaných peněz koupil statek v Hvězdlicích. Důraz také kladl na vzdělání řeholníků, kteří se uplatňovali jako učitelé a spisovatelé. V letech 1829–1861 zasedal v zemském výboru Markrabství moravského, kde byl známý a vyhledávaný pro své hluboké znalosti projednávaných věcí. Pomohl vyřešit staré státní dluhy, podílel se na založení technické školy, spořitelny, hypoteční banky a požární pojišťovny. Řídil dobročinný spolek, nechal vystavět chudobinec a zřizoval opatrovny pro předškolní děti. Šestnáct let byl ústředním ředitelem gymnázií na Moravě a ve Slezsku. Měl blízko k přírodním vědám a zemědělství. Podporoval ovocnářství, výsadbu vinic a včelařství. Pomáhal začínajícím biologům (jedním z nich byl jeho pozdější nástupce a zakladatel genetiky Johann Gregor Mendel). Roku 1865 se stal předsedou Moravsko-slezské společnosti pro zvelebení orby, přírodovědy a vlastivědy. Od rakouské vlády získal rytířský kříž Leopoldova řádu, Řád Františka Josefa a Řád železné koruny.

### Národní obrození
Napp byl sice rodem Němec, ale naučil se česky a přihlásil se k českému národnímu obrození. Účastnil se politických bojů za zlepšení postavení česky mluvících obyvatel. Přátelil se s Františkem Palackým,Pavlem Josefem Šafaříkem, F. M. Klácelem, či J.K. Chmelenským. V klášteře hostil také další národní obrozence bez ohledu na jejich odlišné vyznání a pořádal pro ně společenské akce. Byl aktivním členem řady vlasteneckých spolků. V roce 1848 dával své národní smýšlení najevo tak, že proti němu brněnští Němci uspořádali demonstraci, při níž bylo vytlučeno několik oken kláštera.

### Politika
Od roku 1848 do roku 1849 zasedal také jako poslanec Moravského zemského sněmu. Nastoupil sem po zemských volbách roku 1848 za kurii virilistů a velkostatků. Uvádí se jako prelát starobrněnský. Do politiky se vrátil po obnovení ústavního systému vlády počátkem 60. let. V zemských volbách v roce 1861 byl zvolen na Moravský zemský sněm, za kurii velkostatkářskou, II. sbor. V zemských volbách v lednu 1867 zde mandát obhájil. Poslanecký slib skládal v únoru 1867 v češtině. Patřil mezi konzervativní velkostatkáře (tzv. Strana konzervativního velkostatku).

### Význam
Napp byl po padesát let významnou osobností brněnského veřejného života. Podílel se na většině kulturních a vlasteneckých podniků a pozitivně ovlivnil řadu oborů, jako bylo zemědělství, biologický výzkum, národní hospodářství, obecné i technické školství.
Zemřel v červenci 1867 po delší trapné nemoci. Již delší dobu trpěl vodnatelností. Je pohřben na Ústředním hřbitově v Brně.